# Concours Eurovision de la chanson 1964
- Pays participants
- Pays ayant participé dans le passé

Londres 1963 Naples 1965
Le Concours Eurovision de la chanson 1964 fut la neuvième édition du concours. Il se déroula le samedi 21 mars 1964, à Copenhague, au Danemark. Il fut remporté par l'Italie, avec la chanson Non ho l'età, interprétée par Gigliola Cinquetti. Le Royaume-Uni termina deuxième et Monaco, troisième.

## Organisation
Le Danemark, qui avait remporté l'édition 1963, se chargea de l'organisation de l'édition 1964.
Il y eut des protestations dans l’opinion publique danoise, concernant la participation au concours de l'Espagne et du Portugal, qui étaient encore à l'époque des dictatures militaires. Cela conduisit au premier incident politique de l'histoire du concours.

## Pays participants
Seize pays participèrent au neuvième concours.
La Suède dut s'abstenir de participer. Il y eut en effet cette année-là une grève des artistes qui empêcha l'organisation du Melodifestivalen, la traditionnelle sélection nationale suédoise. Le pays diffusa cependant le concours et revint l'année suivante.
Le Portugal fit ses débuts, mais termina dernier avec "nul point".

## Format

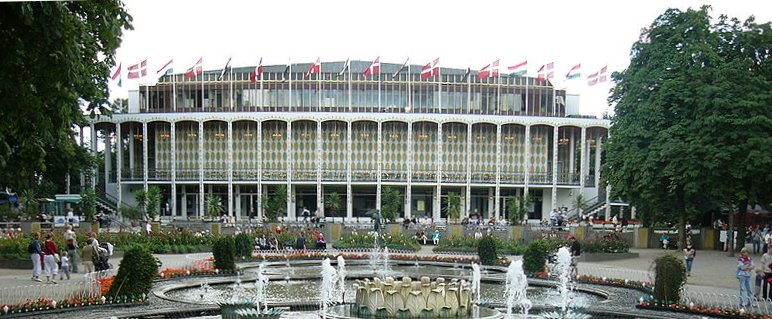
La salle de concert du Tivolis Garden, à Copenhague.

Le concours eut lieu dans la salle de concert du Tivolis Garden, un parc de loisirs et un jardin d'agrément, situé au cœur de Copenhague. Les répétitions débutèrent le mercredi 18 mars.
La scène était fort simplement décorée de bouquets de fleurs, de panneaux et de médaillons montrant des vues typiques du Danemark. Les artistes faisaient leur entrée par un escalier hélicoïdal, situé à l'arrière de la scène. L'orchestre était placé dans une fosse, devant et à la droite du podium. Le tableau de vote était situé à la gauche de la scène.
Le programme dura près d'une heure et trente-et-une minutes. Il fut regardé par une audience estimée à 100 millions de téléspectateurs.
Avec l'édition 1956, l'édition 1964 est la seule dont aucun enregistrement vidéo n'a été conservé. Seuls ont été préservés un enregistrement audio complet, des fragments de l'introduction et la version écourtée de la reprise de la chanson gagnante. Plusieurs rumeurs se sont propagées sur ce fait. Cependant, comme l’affirme le site bt.dk, cette édition n'a jamais été enregistrée puisqu'aucune machine n'était disponible pour l'enregistrement. Si l'Institut national de l'audiovisuel semble posséder dans ses archives l'enregistrement français  , l'INA précise en note que l'édition a été retransmise sur l'ORTF en direct sans avoir été enregistrée. Néanmoins, un documentaire a été réalisé au sujet de l'édition de 1964 la même année retraçant la mise en scène et les décors. Ainsi, certaines photos de la presse et des télévisions nationales ont pu être combinées avec la bande sonore pour la diffuser sur Internet.

## Déroulement
Le concours débuta par une prestation musicale de la fanfare de la garde royale, en grand uniforme.
La présentatrice de la soirée fut Lotte Wæver. Elle s'exprima principalement en danois et partiellement en anglais et en français. Elle introduisit elle-même les chansons, leurs interprètes et les chefs d'orchestre.
L'orchestre était dirigé par Kai Mortensen et comportait quarante-deux musiciens.
Pour la seule et unique fois de l'histoire du concours, un artiste fut autorisé à remonter sur scène pour saluer une seconde fois le public. Il s'agit de la représentante italienne et future gagnante, Gigliola Cinquetti. Le public l'applaudit de façon si marquée et si prolongée, qu'elle revint pour s'incliner à nouveau devant lui.

## Incident
Pour la toute première fois, un incident vint interrompre le déroulement normal du concours. Après le passage de la représentante suisse, un homme surgit sur scène, brandissant une bannière portant l'inscription : « Boycott Franco & Salazar ». Tandis qu'il était évacué par la sécurité, la caméra fit un plan fixe sur le tableau de vote. Il n'existe donc que quelques rares photos de l'incident. L'homme a écopé d'une amende de 150 couronnes.

## Chansons
Seize chansons concoururent pour la victoire.
La représentante néerlandaise, Anneke Grönloh, fut la première artiste d'origine indonésienne à participer au concours.
Le représentant autrichien, Udo Jürgens, fut le premier artiste participant à s'accompagner d'un piano durant sa prestation.
Enfin, les représentants espagnols, Tim, Nelly & Tony, aussi connus sous le nom de Los TNT, furent le premier groupe participant de l'histoire du concours. Cependant, les règles du concours n'autorisaient la participation que des artistes solos et des duos. C'est pourquoi ils furent introduits par Lotte Wæver comme « Nelly et ses deux frères ». Nelly fut la seule artiste de la soirée à recourir à un accessoire : une conche, qui illustrait le thème de sa chanson.

## Chefs d'orchestre
| Jacques Denjean    | Dolf van der Linden | Karsten Andersen | Kai Mortensen         | George de Godzinsky |
| ------------------ | ------------------- | ---------------- | --------------------- | ------------------- |
| - Luxembourg       | - Pays-Bas          | - Norvège        | - Danemark - Portugal | - Finlande          |
| Johannes Fehring   | Franck Pourcel      | Harry Rabinowitz | Willy Berking         | Michel Colombier    |
| - Autriche         | - France            | - Royaume-Uni    | - Allemagne           | - Monaco            |
| Gianfranco Monaldi | Radivoje Spasić     | Fernando Paggi   | Henri Segers          | Rafael Ibarbia      |
| - Italie           | - Yougoslavie       | - Suisse         | - Belgique            | - Espagne           |

## Entracte
Le spectacle d'entracte fut un ballet classique, intitulé « Harlequinade ». Il mettait en scène les amours d'Arlequin et Colombine. La chorégraphie avait été créée par Niels Bjørn Larsen, alors directeur du Ballet royal danois. Les rôles titres furent interprétés par les danseurs étoiles danois Solveig Oestergaard et Niels Kehlet. Ils furent accompagnés sur scène par les danseurs du Ballet royal.

## Vote
Le vote fut décidé entièrement par un panel de jurys nationaux. Les différents jurys furent contactés par téléphone, selon l'ordre de passage des pays participants.
Pour la troisième année consécutive, un nouveau système de vote fut introduit. Les jurys se composaient de vingt personnes. Chaque juré disposait de trois votes. Il pouvait attribuer ceux-ci aux trois chansons qu'il estimait les meilleures. Il pouvait également les attribuer à une seule ou à deux chansons. Les votes des jurés étaient ensuite additionnés. Les trois chansons ayant obtenu le plus de points obtenaient un, trois et cinq votes de la part du jury. Si une seule chanson recevait tous les votes des jurés, elle obtenait neuf votes. Si deux chansons seulement se partageaient tous les votes des jurés, elles obtenaient trois et six votes.
Les résultats des votes furent annoncés oralement, selon l'ordre croissant des votes : un, trois puis cinq votes.
Pour la toute première fois, l'UER délégua sur place un superviseur : Miroslav Vilcek. Il était chargé de surveiller le déroulement du vote et d'en contrôler les résultats. Il s'assit avec une assistante, sous le tableau de vote. C'est lui qui donna le signal de départ du vote. Il intervint à deux reprises. Premièrement, pour faire ajouter sur le tableau, un vote de l'Italie à l'Espagne, qui avait été oublié. Deuxièmement, pour faire répéter au porte-parole espagnol l'attribution de la note maximale, les applaudissements du public l'ayant empêché d'entendre le nom du pays bénéficiaire.
Pour la première fois de l'histoire du concours, les votes ne furent pas inscrits sur le tableau sous forme de chiffres, mais sous forme de flèches graduées.
L'Italie mena le vote du début à la fin.

## Résultats
L'Italie remporta le concours pour la première fois, obtenant à huit reprises la note maximale. Seuls le Danemark, l'Espagne, la France et la Norvège ne lui attribuèrent aucun vote.
Il s'agit de la plus écrasante de toutes les victoires du concours, l'Italie remportant 2,88 fois plus de votes que le Royaume-Uni, une proportion inégalée depuis.
La chanson gagnante rencontra un immense succès partout en Europe, une première dans l’histoire du concours. Elle entra ainsi dans le top 20 des ventes, en Italie, en France, au Royaume-Uni, en Allemagne, aux Pays-Bas, en Belgique et en Norvège. Gigliola Cinquetti l'enregistra également en français, en anglais, en espagnol, en allemand et en japonais.
Gigliola Cinquetti, qui était alors âgée de 16 ans, demeura la plus jeune gagnante de l'histoire du concours, jusqu'en 1986. Cette année-là, la victoire fut remportée par Sandra Kim, qui était alors âgée de 13 ans.
Pour la troisième année consécutive, quatre pays ne reçurent aucun vote et terminèrent dernier avec "nul point". Il s'agit de l'Allemagne, du Portugal, de la Suisse et de la Yougoslavie.
Le Portugal fut le premier pays de l'histoire du concours à obtenir un "nul point" pour ses débuts. En outre, il devint le troisième pays de l'histoire du concours à terminer dernier lors de ses débuts, après l'Autriche, en 1957 et Monaco, en 1959.
| Ordre | Pays         | Artiste(s)         | Chanson                                   | Langue      | Place | Points |
| ----- | ------------ | ------------------ | ----------------------------------------- | ----------- | ----- | ------ |
| 01    | Luxembourg   | Hugues Aufray      | Dès que le printemps revient              | Français    | 4     | 14     |
| 02    | Pays-Bas     | Anneke Grönloh     | Jij bent mijn leven                       | Néerlandais | 10    | 2      |
| 03    | Norvège      | Arne Bendiksen     | Spiral                                    | Norvégien   | 8     | 6      |
| 04    | Danemark H T | Bjørn Tidmand      | Sangen om dig                             | Danois      | 9     | 4      |
| 05    | Finlande     | Lasse Mårtenson    | Laiskotellen                              | Finnois     | 7     | 9      |
| 06    | Autriche     | Udo Jürgens        | Warum nur, warum?                         | Allemand    | 6     | 11     |
| 07    | France       | Rachel             | Le Chant de Mallory                       | Français    | 4     | 14     |
| 08    | Royaume-Uni  | Matt Monro         | I Love the Little Things                  | Anglais     | 2     | 17     |
| 09    | Allemagne    | Nora Nova          | Man gewöhnt sich so schnell an das Schöne | Allemand    | 13    | 0      |
| 10    | Monaco       | Romuald            | Où sont-elles passées ?                   | Français    | 3     | 15     |
| 11    | Portugal     | Antonio Calvário   | Oração                                    | Portugais   | 13    | 0      |
| 12    | Italie       | Gigliola Cinquetti | Non ho l'età                              | Italien     | 1     | 49     |
| 13    | Yougoslavie  | Sabahudin Kurt     | Život je sklopio krug                     | Bosnien     | 13    | 0      |
| 14    | Suisse       | Anita Traversi     | I miei pensieri                           | Italien     | 13    | 0      |
| 15    | Belgique     | Robert Cogoi       | Près de ma rivière                        | Français    | 10    | 2      |
| 16    | Espagne      | Tim, Nelly & Tony  | Caracola                                  | Espagnol    | 12    | 1      |

## Anciens participants
| Artiste        | Pays   | Année(s) précédente(s) |
| -------------- | ------ | ---------------------- |
| Anita Traversi | Suisse | 1960                   |

## Tableau des votes
| Drapeau du Luxembourg | Drapeau des Pays-Bas                              | Drapeau de la Norvège | Drapeau du Danemark | Drapeau de la Finlande | Drapeau de l'Autriche | Drapeau de la France | Drapeau du Royaume-Uni | Drapeau de l'Allemagne | Drapeau de Monaco | Drapeau du Portugal | Drapeau de l'Italie | Drapeau de la République fédérative socialiste de Yougoslavie | Drapeau de la Suisse | Drapeau de la Belgique | Drapeau de l'Espagne | Total |   |    |
| Pays                  | Luxembourg                                        |                       | 3                   | –                      | –                     | –                    | –                      | 3                      | –                 | 5                   | –                   | –                                                             | 3                    | –                      | –                    | –     | – | 14 |
| Pays                  | Pays-Bas                                          | –                     |                     | –                      | 1                     | –                    | –                      | –                      | 1                 | –                   | –                   | –                                                             | –                    | –                      | –                    | –     | – | 2  |
| Pays                  | Norvège                                           | –                     | –                   |                        | 5                     | 1                    | –                      | –                      | –                 | –                   | –                   | –                                                             | –                    | –                      | –                    | –     | – | 6  |
| Pays                  | Danemark                                          | –                     | –                   | 1                      |                       | –                    | –                      | –                      | –                 | –                   | –                   | –                                                             | –                    | –                      | –                    | –     | 3 | 4  |
| Pays                  | Finlande                                          | –                     | –                   | 3                      | 3                     |                      | –                      | –                      | 3                 | –                   | –                   | –                                                             | –                    | –                      | –                    | –     | – | 9  |
| Pays                  | Autriche                                          | –                     | –                   | –                      | –                     | –                    |                        | –                      | –                 | –                   | –                   | –                                                             | 5                    | –                      | –                    | 1     | 5 | 11 |
| Pays                  | France                                            | 1                     | –                   | –                      | –                     | –                    | 3                      |                        | –                 | –                   | 5                   | 3                                                             | –                    | 1                      | –                    | –     | 1 | 14 |
| Pays                  | Royaume-Uni                                       | –                     | 1                   | 5                      | –                     | 3                    | 1                      | 1                      |                   | 1                   | –                   | –                                                             | –                    | –                      | 5                    | –     | – | 17 |
| Pays                  | Allemagne                                         | –                     | –                   | –                      | –                     | –                    | –                      | –                      | –                 |                     | –                   | –                                                             | –                    | –                      | –                    | –     | – | 0  |
| Pays                  | Monaco                                            | 3                     | –                   | –                      | –                     | –                    | –                      | 5                      | –                 | –                   |                     | –                                                             | –                    | 3                      | 1                    | 3     | – | 15 |
| Pays                  | Portugal                                          | –                     | –                   | –                      | –                     | –                    | –                      | –                      | –                 | –                   | –                   |                                                               | –                    | –                      | –                    | –     | – | 0  |
| Pays                  | Italie                                            | 5                     | 5                   | –                      | –                     | 5                    | 5                      | –                      | 5                 | 3                   | 3                   | 5                                                             |                      | 5                      | 3                    | 5     | – | 49 |
| Pays                  | Yougoslavie                                       | –                     | –                   | –                      | –                     | –                    | –                      | –                      | –                 | –                   | –                   | –                                                             | –                    |                        | –                    | –     | – | 0  |
| Pays                  | Suisse                                            | –                     | –                   | –                      | –                     | –                    | –                      | –                      | –                 | –                   | –                   | –                                                             | –                    | –                      |                      | –     | – | 0  |
| Pays                  | Belgique                                          | –                     | –                   | –                      | –                     | –                    | –                      | –                      | –                 | –                   | 1                   | 1                                                             | –                    | –                      | –                    |       | – | 2  |
| Pays                  | Espagne                                           | –                     | –                   | –                      | –                     | –                    | –                      | –                      | –                 | –                   | –                   | –                                                             | 1                    | –                      | –                    | –     |   | 1  |
| Pays                  | Le tableau suit l'ordre de passage des candidats. |                       |                     |                        |                       |                      |                        |                        |                   |                     |                     |                                                               |                      |                        |                      |       |   |    |

## Télédiffuseurs
| Pays        | Télédiffuseur(s)        | Commentateur(s)   | Porte-parole          |
| ----------- | ----------------------- | ----------------- | --------------------- |
| Allemagne   | ARD Deutsches Fernsehen | Hermann Rockmann  | Lia Wöhr              |
| Autriche    | ORF                     | Emil Kollpacher   | Ernst Grissemann      |
| Belgique    | RTB                     | Paule Herreman    | André Hagon           |
| Belgique    | BRT                     | Herman Verelst    | André Hagon           |
| Danemark    | DR TV                   | ?                 | Bent Henius           |
| Espagne     | TVE                     | Federico Gallo    | ?                     |
| Finlande    | Suomen Televisio        | Aarno Walli       | Poppe Berg            |
| France      | RTF                     | Robert Beauvais   | Claude Darget         |
| Italie      | Programma Nazionale     | Renato Tagliani   | Rosanna Vaudetti      |
| Luxembourg  | Télé Luxembourg         | Jacques Navadic   | ?                     |
| Monaco      | Télé Monte Carlo        | Robert Beauvais   | ?                     |
| Norvège     | NRK                     | Odd Grythe        | Sverre Christophersen |
| Pays-Bas    | NTS                     | Ageeth Scherphuis | Pim Jacobs            |
| Portugal    | RTP                     | Gomes Ferreira    | Maria Manuela Furtado |
| Royaume-Uni | BBC TV                  | David Jacobs      | Michael Aspel         |
| Royaume-Uni | BBC Light Programme     | Tom Sloan         | Michael Aspel         |
| Suède       | Sveriges Radio-TV       | Sven Lindahl      | non participant       |
| Suisse      | TSR                     | Georges Hardy     | Alexandre Burger      |
| Suisse      | TV DSR                  | Theodor Haller    | Alexandre Burger      |
| Suisse      | TSI                     | Giovanni Bertini  | Alexandre Burger      |
| Yougoslavie | Televizija Beograd      | Miloje Orlović    | ?                     |
| Yougoslavie | Televizija Zagreb       | Gordana Bonetti   | ?                     |
| Yougoslavie | Televizija Ljubljana    | Tomaž Terček      | ?                     |